# L'Scooby-Doo i el monstre del llac Ness
L'Scooby-Doo i el monstre del llac Ness (títol original en anglès, Scooby-Doo! and the Loch Ness Monster) és una pel·lícula animada de misteri còmic del 2004 i la setena pel·lícula distribuïda directament a vídeo basada en els dibuixos animats d'Scooby-Doo. Es va estrenar el 22 de juny de 2004, i va ser produïda per Warner Bros. Animation (encara que Warner Bros. havia absorbit completament Hanna-Barbera Cartoons en aquell moment, Hanna-Barbera encara estava acreditada com a titular dels drets d'autor i la pel·lícula, acabada amb un logotip d'HB). S'ha doblat al català.
A diferència de les dues pel·lícules anteriors, no està en el "format clàssic" i no té el repartiment de veu de 1969, i, en canvi, Misteris SA té la veu dels seus actors de veu habituals i els fa vestir els seus vestits de Què hi ha, Scooby-Doo?. També és la primera pel·lícula que té la veu original en anglès de Mindy Cohn com a Velma Dinkley, el tema principal de Què hi ha, Scooby-Doo?, i la pel·lícula fa que Gray DeLisle torni a donar veu a la Daphne Blake des de L'Scooby-Doo i la ciberpersecució.